# Tetrazina
Tetrazina refere-se a um grupo de compostos orgânicos tendo a fórmula molecular C2H2N4. Cada um contém um anel central benzênico no qual quatro dos fragmentos C-H tenham sido substituídos por nitrogênio isolobal. Existem três isômeros do anel central: 1,2,3,4-tetrazinas, 1,2,3,5-tetrazinas e 1,2,4,5-tetrazinas, também conhecidas como v-tetrazinas, as-tetrazinas e s -tetrazinas respectivamente.

1,2,3,4-tetrazina
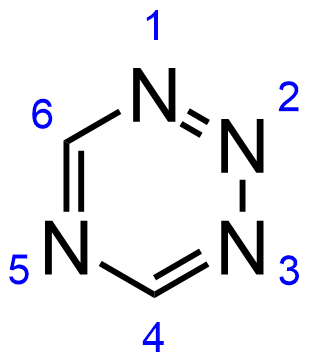
1,2,3,5-tetrazina
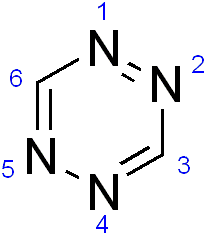
1,2,4,5-tetrazina